# Mitchell (Iowa)
Mitchell ist eine Stadt und liegt im Mitchell County im Nordosten des US-Bundesstaates Iowa. Das U.S. Census Bureau hat bei der Volkszählung 2020 eine Einwohnerzahl von 124  auf einer Fläche von 1,4 km² ermittelt. Mitchell liegt am östlichen Ufer des Cedar River in einem landwirtschaftlich genutzten Gebiet nordwestlich von Osage und südlich von Saint Ansgar.

## Infrastruktur
Osage hat Anschluss ans Eisenbahnnetz.